# Icke-joniserande strålning

Olika typer av elektromagnetisk strålning där ljus är en icke-joniserande strålning.

Icke-joniserande strålning är elektromagnetisk strålning där frekvensen är för låg för att ge upphov till jonisering (det vill säga som inte alstrar joner när den passerar genom materia).
När icke-joniserande strålning passerar materia skapas inga laddade joner. Energin kan dock vara tillräckligt stor för excitation, då en elektron förflyttas till ett högre energitillstånd. Icke-joniserande strålning är ingen betydande hälsorisk. Däremot har joniserande strålning en högre frekvens och kortare våglängd än icke-joniserande strålning och kan vara en allvarlig hälsorisk: exponering för den kan orsaka brännskador, strålningssjuka, många typer av cancer och genetiska skador. Användning av joniserande strålning kräver genomarbetade strålskyddsåtgärder, som i allmänhet inte krävs med icke-joniserande strålning.

Olika typer av electromagnetisk strålning

Den icke-joniserande strålningen omfattar följande strålningstyper:
- lågfrekventa elektriska och magnetiska fält
- radiofrekvent strålning
- Infraröd strålning
- Synligt ljus
- Ultraviolett strålning

Icke-joniserande strålning används i olika tekniker, som radiosändningar, telekommunikation, medicinsk bildbehandling och värmeterapi.
Den region där strålning anses "joniserande" är inte väldefinierad, eftersom olika molekyler och atomer joniserar vid olika energier. De vanliga definitionerna har föreslagit att strålning med partikel- eller fotonenergier mindre än 10 elektronvolt (eV) anses vara icke-joniserande. En annan föreslagen tröskel är 33 elektronvolt, vilket är den energi som behövs för att jonisera vattenmolekyler. Ljuset från solen som når jorden består till stor del av icke-joniserande strålning, eftersom den joniserande ultravioletta  strålningen har filtrerats bort av gaserna i atmosfären, särskilt av syre.

## Mekanismer för interaktion med materia, inklusive levande vävnad
Nära ultraviolett, synligt ljus, infrarött, mikrovågor, radiovågor och lågfrekvent radiofrekvens (mycket låg frekvens, extremt låg frekvens) är alla exempel på icke-joniserande strålning. Däremot joniserar långvågigt ultraviolett ljus, röntgenstrålning, gammastrålning och all partikelstrålning från radioaktivt sönderfall. Synlig och nära ultraviolett elektromagnetisk strålning kan inducera fotokemiska reaktioner eller påskynda radikala reaktioner, som fotokemisk åldring av lacker eller nedbrytning av aromämnen i öl för att producera den "ljussmakande smaken". Nära ultraviolett strålning, även om den tekniskt är icke-joniserande, kan fortfarande excitera och orsaka fotokemiska reaktioner i vissa molekyler. Detta händer eftersom vid ultravioletta fotonenergier kan molekyler bli elektroniskt exciterade eller befordras till fri-radikalform, även utan att jonisering äger rum.
Förekomsten av jonisering beror på energin hos de enskilda partiklarna eller vågorna, och inte på deras antal. En intensiv flod av partiklar eller vågor kommer inte att orsaka jonisering om dessa partiklar eller vågor inte bär tillräckligt med energi för att jonisera, såvida de inte höjer temperaturen i en kropp till en punkt som är tillräckligt hög för att jonisera små fraktioner av atomer eller molekyler genom processen termisk jonisering. I sådana fall kan även "icke-joniserande strålning" orsaka termisk jonisering om den avsätter tillräckligt med värme för att höja temperaturen till joniseringsenergier. Dessa reaktioner sker vid mycket högre energier än med joniserande strålning, som bara kräver en enda partikel för att jonisera. Ett välbekant exempel på termisk jonisering är flamjoniseringen av en vanlig eld, och brunningsreaktionerna i vanliga livsmedel som induceras av infraröd strålning, under tillagning av grillningstyp. 
Energin från icke-joniserande strålning är låg, och istället för att producera laddade joner när den passerar genom materia, har den bara tillräcklig energi för att ändra rotations-, vibrations- eller elektroniska valenskonfigurationer av molekyler och atomer. Detta ger termiska effekter. De möjliga icke-termiska effekterna av icke-joniserande former av strålning på levande vävnad har först nyligen studerats. Mycket av den aktuella debatten handlar om relativt låga exponeringsnivåer för radiofrekvent strålning (RF) från mobiltelefoner och basstationer som ger "icke-termiska" effekter. Vissa experiment har föreslagit att det kan finnas biologiska effekter vid icke-termiska exponeringsnivåer, men bevisen för uppkomst av hälsofara är motsägelsefulla och obevisade. Det vetenskapliga samfundet och internationella organ tillstår att ytterligare forskning behövs för att förbättra vår förståelse inom vissa områden. Konsensus är att det inte finns några konsekventa och övertygande vetenskapliga bevis för negativa hälsoeffekter orsakade av radiofrekvent strålning vid styrkor som är tillräckligt låga för att inga termiska hälsoeffekter uppstår.

## Hälsorisker
Olika biologiska effekter observeras för olika typer av icke-joniserande strålning. De övre frekvenserna (lägre energi ultraviolett) av icke-joniserande strålning är kapabla till icke-termisk biologisk skada, liknande joniserande strålning. Det återstår fortfarande (2014) att bevisa att icke-termiska effekter av strålning med mycket lägre frekvenser (mikrovågs-, millimeter- och radiovågsstrålning) innebär hälsorisker.